# Gare de Saint-Mathurin
Gare de Saint-Mathurin – przystanek kolejowy w Saint-Mathurin-sur-Loire, w departamencie Maine i Loara, w regionie Kraj Loary, we Francji.
Został otwarty w 1849 przez Compagnie du chemin de fer de Tours à Nantes, a w 1852 został włączony do Compagnie du chemin de fer de Paris à Orléans (PO). Jest przystankiem kolejowym Société nationale des chemins de fer français (SNCF), obsługiwanym przez pociągi TER Pays de la Loire.